# Spelaeanthus chinii
Spelaeanthus es un género monotípico de plantas herbáceas perteneciente a la familia Gesneriaceae. Su única especie: Spelaeanthus chinii, es originaria de la Península Malaya.

## Descripción
Son pequeñas hierbas saxícolas. Tiene el tallo delgado, de 10 cm de largo, ascendente, con largos pelos pegajosos. Hojas opuestas, las de un par subequales, vagamente moñudas, pecioladas, láminas ovadas, serrado el margen con dientes romos, de color gris-verde, con pelos pegajosos. Las inflorescencias en cimas con pedúnculo delgado y pocos para muchas pares de flores. Corola pequeña, de color blanco puro, en forma de un recipiente poco profundo, bilabiada extremidad, con lóbulos redondeados, la boca abierta. El fruto es una cápsula derecha a torcida levemente, de paredes finas. Las semillas con testa reticulada.
Tiene un número de cromosomas de: 2n = 16.

## Taxonomía
Spelaeanthus chinii fue descrita por Kiew, A.Weber & B.L.Burtt y publicado en Beitrage zur Biologie der Pflanzen 70(2–3): 401. 1997[1998].
Etimología
Spelaeanthus: nombre genérico que deriva de las palabras griegas: σπηλαιον, spēlaion = "cueva", y ανθος, anthos = "flor"; "Flor de la cueva".
chinii: epíteto